# Omphalea triandra
Omphalea triandra är en törelväxtart som beskrevs av Carl von Linné. Omphalea triandra ingår i släktet Omphalea och familjen törelväxter. Inga underarter finns listade i Catalogue of Life.

## Bildgalleri

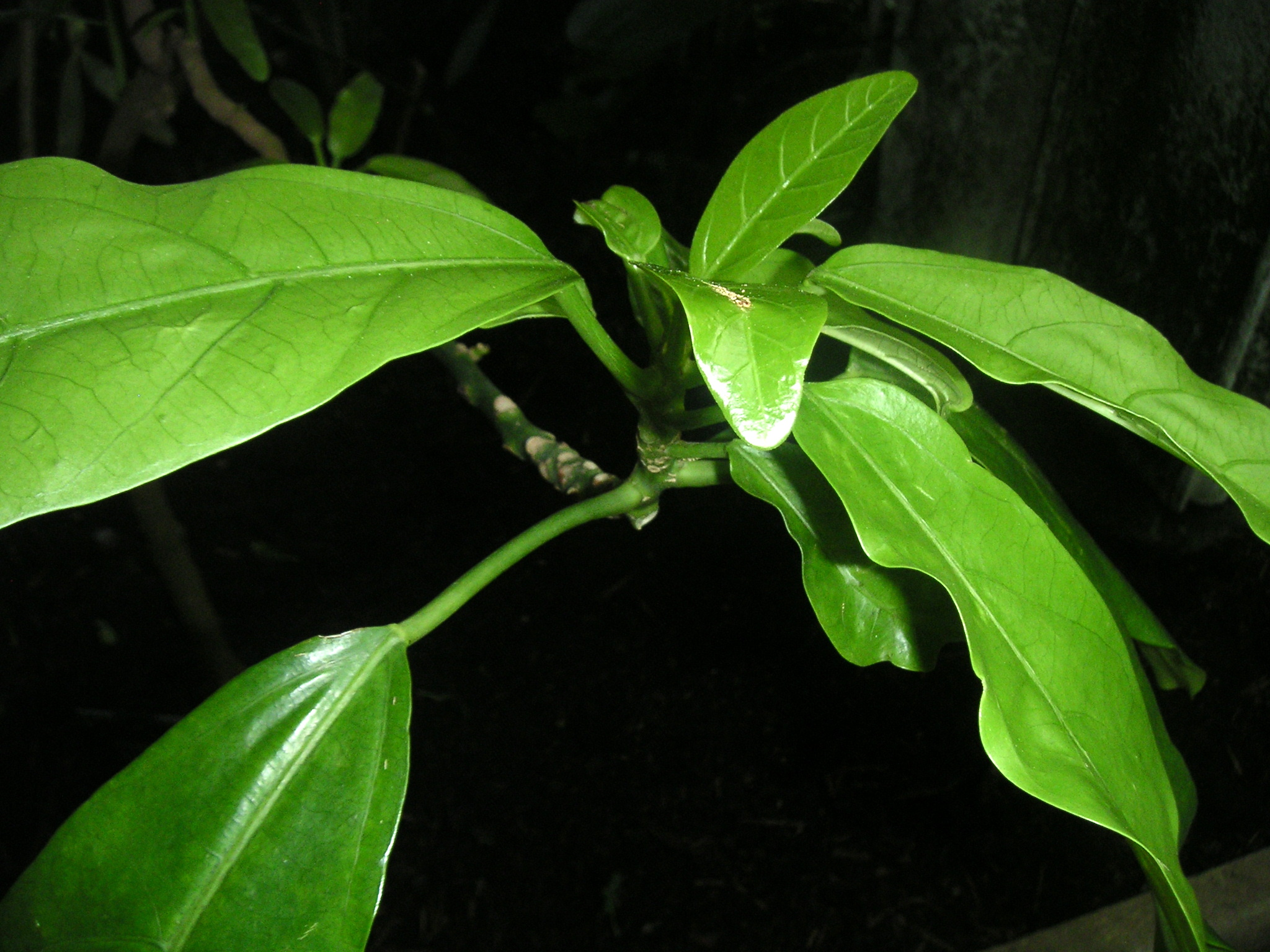
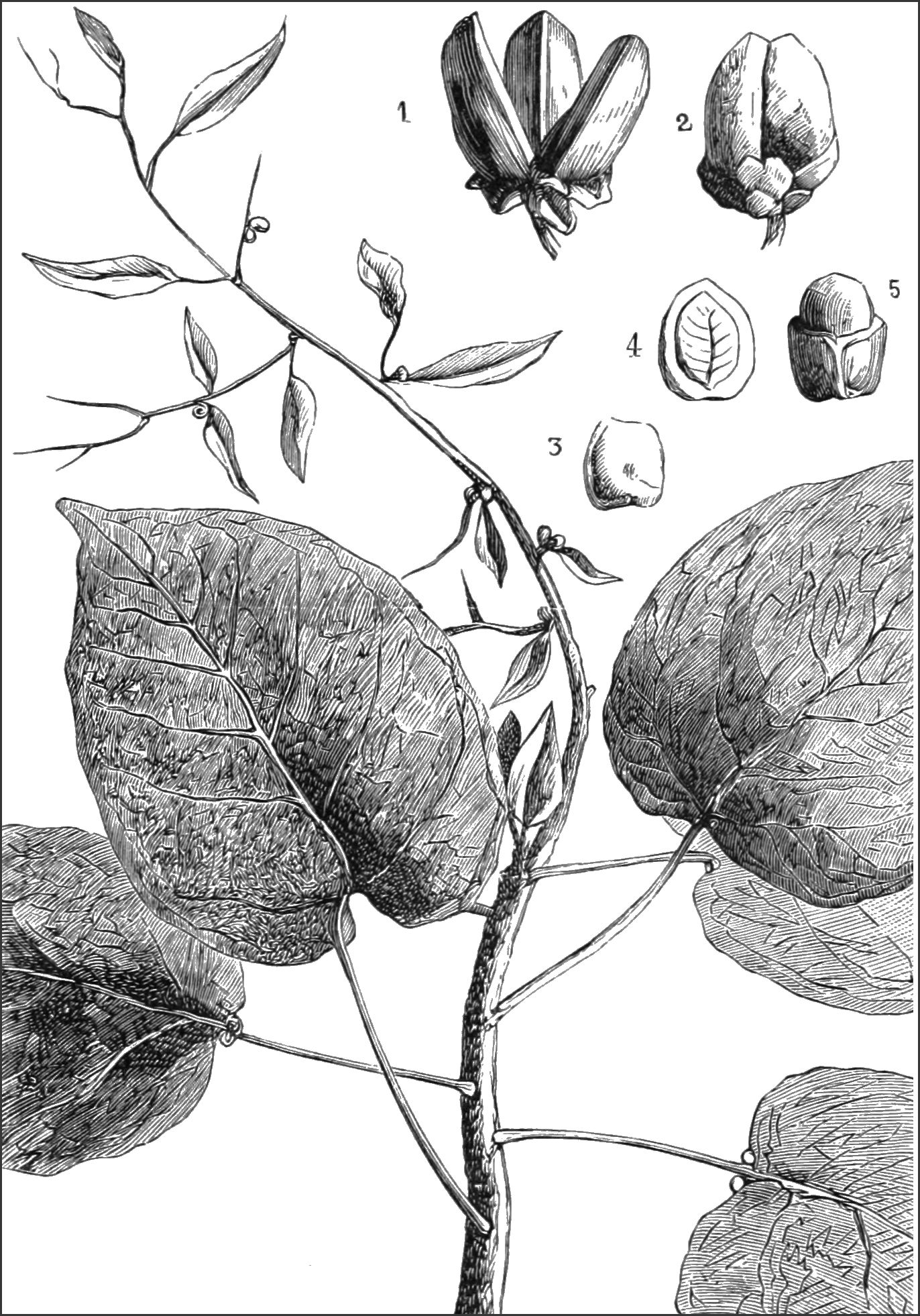